# Rapporto Beveridge

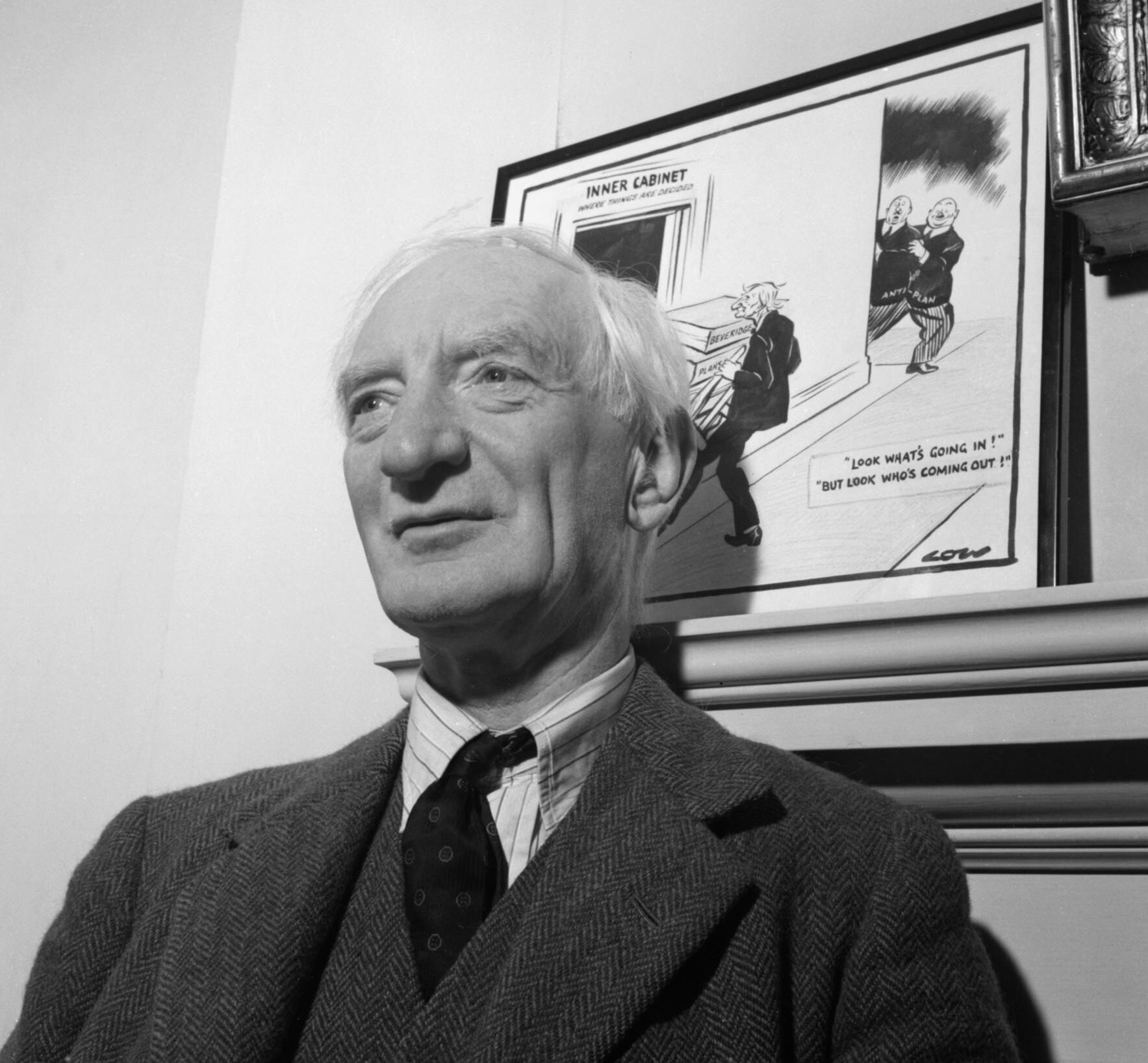
William Beveridge, fotografato nel 1943

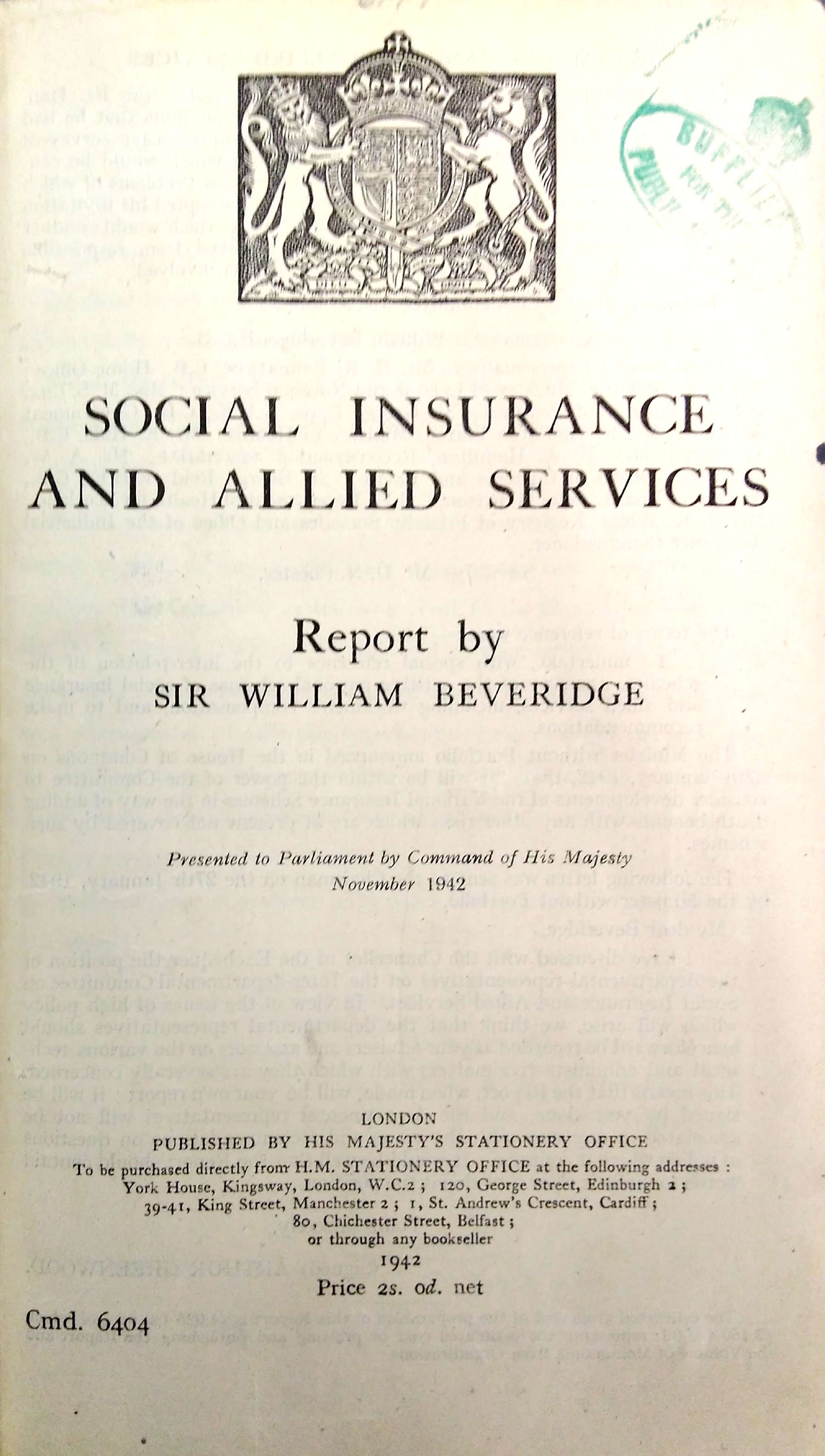
Il Rapporto Beveridge

Il rapporto Beveridge, formalmente intitolato Report on Social Insurance and Allied Services (Rapporto sulle assicurazioni sociali e sui servizi correlati), è un documento governativo britannico pubblicato nel novembre 1942. 
Scritto sotto la direzione dell'economista liberale William Beveridge, ebbe un'influenza nel determinare l'istituzione dello stato sociale nel Regno Unito dopo la seconda guerra mondiale. Il rapporto prometteva ricompense per i sacrifici di ognuno. Ha costituito la base per le riforme del dopoguerra che hanno visto l'espansione della National Insurance e la creazione del National Health Service.

## Analisi
Ispirato alle coeve politiche sociali degli Stati Uniti e della Nuova Zelanda, il piano faceva un ulteriore passo in avanti nell'universalità della copertura e nella corrispondenza a un minimo nazionale delle uniformi prestazioni previste, indispensabile per condurre un'esistenza dignitosa. Esso teorizzava l'intervento dello Stato come garanzia della pienezza dei diritti sociali per tutti i cittadini tramite un sistema che li seguisse "dalla culla alla tomba", assicurando reddito, alimentazione, alloggio, istruzione cure mediche. Alla sua base vi era uno stretto legame tra una politica sociale e una politica economica nazionale tendente alla piena occupazione. Il piano ambiva inoltre a comprendere tutti i rischi possibili e ad assicurare livelli minimi di vita civile, bandendo così "la miseria in tutte le sue forme". Esso andava incontro sia, nella sua universalità, agli intenti delle organizzazioni operaie sia agli interessi dei ceti medi, lasciando poco spazio - in un sistema a contributi fissi, bassi e unitari - a logiche redistributive.
Il programma di sicurezza sociale disegnato nel rapporto venne realizzato dopo il 1945 dal governo laburista e suscitò ampia attenzione anche fuori della Gran Bretagna, quale punto di riferimento di tutti paesi che restarono nella sfera di influenza occidentale.